# Kill the Client
Kill the Client est un groupe américain de grindcore, originaire de Dallas, au Texas, actif entre 2002 et 2015.

## Histoire
Le groupe est formé en juillet 2002 par le batteur Chris Andrews et le bassiste James Delgado. Peu de temps après, le guitariste Stevan Koye et le chanteur Morgan rejoignent le groupe. Ensemble, le groupe développe ses premières chansons et publie ses premières démos afin de se faire connaître. En septembre 2004, le groupe sort Wage Slave sur Counterintelligence Recordings et l'année suivante, le premier album Escalation of Hostility sort. Après avoir participé à un split avec Agoraphobic Nosebleed en 2007, le groupe sort son deuxième album Cleptocracy en 2008.
En 2010, le groupe, désormais composé du chanteur Champ Morgan, du chanteur et guitariste Chris Richardson, du bassiste James Delgado et du batteur Bryan Fajardo, signe un contrat avec Relapse Records, et sort l'album Set for Extinction sous ce label un an plus tard.
Dans une interview au Decibel Magazine effectuée en 2017, Champ Morgan déclare officiellement la séparation du groupe dont l'existence a durée « près de quatorze ans ».

## Style musical
Le groupe joue du grindcore classique et agressif, dont le son est comparable à celui du groupe Napalm Death.

## Discographie
- 2004 : Wage Slave (EP, Counterintelligence Recordings)
- 2005 : Escalation of Hostility (album, Willowtip Records)
- 2007 : Agoraphobic Nosebleed / Kill the Client (split avec Agoraphobic Nosebleed, Relapse Records)
- 2008 : Cleptocracy (album, Willowtip Records)
- 2008 : Kill the Client vs. Thousandswilldie (split avec Thousandswilldie, Regurgitated Semen Records)
- 2010 : Set for Extinction (album, Relapse Records)
- 2012 : Kill the Client / Feastem European Tour 12” (split avec Feastem, Relapse Records)